# Большие Уки
Больши́е Уки́ — село в Омской области России, административный центр Большеуковского района и Большеуковского сельского поселения.
Население — 3542 чел. (2023).

## История
Село основано в 1735 году как поселение Рыбино на Московско-Сибирском тракте. Первыми поселенцами стали ссыльные. Среди них встречаются фамилии Голиковых, Зудиловых, Поспеловых, Громовых.
В 1744—1745 годах велось строительство почтовой дороги Тобольск-Тара с учреждением на пути 20 почтовых станций по 6 лошадей на каждой. Так была учреждена Рыбинская почтовая станция.
В 1782 году село становится административным центром Рыбинской волости Тарского уезда Тобольской провинции.
Население росло очень медленно из-за обилия лесов и болот, а также удалённости от крупных населённых пунктов. Московско-Сибирский тракт сначала спрямили, (он стал проходить южнее), а после строительства Транссибирской железной дороги перестал использоваться.
В 1894 году открылась смешанная школа Министерства народного просвещения.
В начале 1910-х годов в селе было 2 мелочных лавки, 2 пивных лавки и ренсковый погреб. Для оказания медицинской помощи населению в селе имелся приемный покой и при нём постоянный фельдшер. При Рыбинском волостном правлении была открыта государственная сберегательная касса. В селе действовали почтовая и земская станции. По сведениям 1912 года в Рыбино размещались водяная и 3 ветряные мельницы, хлебозапасный магазин, 3 маслодельни, маслобойня, 3 кузницы. Ежегодно проводились трехдневные ярмарки — Боголюбская (с 18 июня) и Ивановская (с 12 октября). Торговали мануфактурными, бакалейными, жировыми товарами, кожей, железом, битой птицей, солью, предметами крестьянского хозяйства, лошадьми.
В 1925 году село становится административным центром Рыбинского района Тарского округа Сибирского края. В середине 1920-х годов здесь размещались школа-семилетка, школа малограмотных, библиотека, изба-читальня, фельдшерский пункт, агрономический пункт, ветеринарный пункт, почтовое агентство, ссудо-сберегательная касса, лавка общества потребителей, кредитное товарищество, маслозавод.
В годы коллективизации в селе организован колхоз «Новая жизнь», впоследствии он носил имя Л. М. Кагановича. В 1933 году постановлением ВЦИК село Рыбино переименовано в Большие Уки (по названию реки, на которой стоит). В 1956 году местное коллективное хозяйство преобразован в совхоз «Северный», с 1964 года — совхоз «Большеуковский». Основным направлением сельскохозяйственного производства являлось мясо-молочное животноводство.
Бурное развитие района и его центра началось лишь в 1970-е годы. В селе появился аэропорт, связавшийся прямым воздушным рейсом с Омском.

## География
Село расположено в лесной зоне Омской области, в пределах Ишимской равнины, являющейся частью Западно-Сибирской равнины, в месте слияния рек Большой Ук и Малый Ук, образующих реку Ук, на высоте 80 метров над уровнем моря. В окрестностях села распространены серые лесные окисленные и серые лесные глеевые и глееватые почвы. Почвообразующими породами являются глины и суглинки.
По автомобильным дорогам расстояние до областного центра города Омск составляет около 280 км, до ближайшего города Тара Омской области — 140 км.
Климат
Климат резко континентальный, со значительными перепадами температур зимой и летом, согласно классификации климатов Кёппена субарктический (Dfc). Многолетняя норма осадков — 449 мм. Наибольшее количество осадков выпадает в июле — 72 мм, наименьшее в феврале — 15 мм.
| Показатель                    | Янв.  | Фев.  | Март  | Апр. | Май  | Июнь | Июль | Авг. | Сен. | Окт. | Нояб. | Дек.  | Год  |
| ----------------------------- | ----- | ----- | ----- | ---- | ---- | ---- | ---- | ---- | ---- | ---- | ----- | ----- | ---- |
| Средний суточный максимум, °C | −14,3 | −12,5 | −4    | 6,4  | 16,0 | 22,1 | 24,3 | 20,5 | 14,9 | 4,5  | −5,5  | −11,1 | 5,1  |
| Средняя температура, °C       | −19   | −17,6 | −9,5  | 1,5  | 9,9  | 16,0 | 18,7 | 15,3 | 9,9  | 0,9  | −9,4  | −15,7 | 0,1  |
| Средний суточный минимум, °C  | −23,6 | −22,7 | −15,1 | −3,4 | 3,9  | 10,0 | 13,1 | 10,1 | 4,9  | −2,7 | −13,3 | −20,2 | −4,9 |
| Норма осадков, мм             | 22    | 15    | 15    | 26   | 38   | 63   | 70   | 64   | 43   | 38   | 31    | 24    | 449  |
| Источник: Климат: Большие Уки |       |       |       |      |      |      |      |      |      |      |       |       |      |

Часовой пояс
Село Большие Уки, как и вся Омская область находится в часовой зоне МСК+3. Смещение применяемого времени относительно UTC составляет +6:00. Местное время отклоняется от географического астрономического примерно на два часа: истинный полдень — 10:04:00.

## Население
Динамика численности населения по годам:
| 1868 | 1893 | 1909 | 1926 | 1939 | 1959 | 1970 | 1979 | 1989 |
| ---- | ---- | ---- | ---- | ---- | ---- | ---- | ---- | ---- |
| 294  | 622  | 1201 | 1554 | 2238 | 2895 | 3575 | 4769 | 5719 |

| 1926  | 1939  | 1959  | 1970  | 1979  | 1989  | 2002  |
| ----- | ----- | ----- | ----- | ----- | ----- | ----- |
| 1554  | ↗2238 | ↗2895 | ↗3575 | ↗4766 | ↗5719 | ↘4384 |
| 2010  | 2011  | 2012  | 2013  | 2014  | 2015  | 2016  |
| ↘4157 | ↘4142 | ↘4102 | ↘4085 | ↘4058 | ↘4024 | ↘4008 |
| 2017  | 2018  | 2019  | 2020  | 2021  | 2023  |       |
| ↘3968 | ↘3940 | ↘3939 | ↘3935 | ↘3590 | ↘3542 |       |

## Достопримечательности
- Музей Московско-сибирского тракта[34]
- Храм Рождества Христова в Больших Уках[35]